# Gérald Passi
Gérald Passi (Albi, 21 gennaio 1964) è un ex calciatore francese, di ruolo centrocampista.

## Palmarès

### Club

#### Competizioni nazionali
- Coppa di Francia: 1

Monaco: 1990-1991